# Мартыновка (Гомельская область)
Мартыновка (бел.  Мартынаўка; до 1925 года - Гумнище) — деревня в Николаевском сельсовете Светлогорском районе Гомельской области Беларуси.

## География

### Расположение
В 25 км на восток от Светлогорска, 26 км от железнодорожной станции Светлогорск-на-Березине (на линии Жлобин — Калинковичи), 126 км от Гомеля.

### Гидрография
На юге, севере и западе мелиоративные каналы.

## Транспортная сеть
Транспортные связи по просёлочной, затем автомобильной дороге Паричи — Полесье. Планировка состоит из короткой улицы, близкой к широтной ориентации. Застройка деревянная, усадебного типа.

## История
Согласно письменным источникам известна с XIX века как селение в Чернинской волости Бобруйского уезда Минской губернии. В 1850 году в составе казённого поместья. В 1879 году обозначена в числе селений Дубровского церковного прихода.
В 1931 году жители вступили в колхоз.
До 16 декабря 2009 года в составе Полесского сельсовета.

## Население

### Численность
- 2004 год — 9 хозяйств, 13 жителей

### Динамика
- 1850 год — 2 двора, 14 жителей
- 1897 год — 4 двора, 41 житель (согласно переписи)
- 1909 год — 8 дворов, 60 жителей
- 1925 год — 15 дворов
- 1959 год — 66 жителей (согласно переписи)
- 2004 год — 9 хозяйств, 13 жителей